# EMD SD38-2
Die EMD SD38-2 ist eine Baureihe 6-achsiger dieselelektrischer Lokomotiven des US-amerikanischen Lokomotivherstellers General Motors Electro-Motive Division (EMD).
Insgesamt wurden 81 bzw. 83 Maschinen dieser Baureihe hergestellt. Die Angaben in der Literatur sind nicht ganz einheitlich.
Die SD38 entspricht weitestgehend der Schwesterbaureihe EMD SD40-2.

## Entwicklung
Die SD38-2 ist eine Weiterentwicklung der Baureihe EMD SD38. Hierbei setzte sich bei EMD erstmals ein modularer Aufbau der Komponenten durch. EMD bot die, bald als Dash 2 (englisch für Strich 2) bezeichneten Baureihen, analog zu dem Vorgänger in drei Leistungsklassen an. Neben der EMD SD38-2 (1.500 kW) wurde eine mittelstarke (EMD SD40-2, 3000 hp, 2.250 kW) und eine starke (EMD SD45-2, 3600 hp, 2.700 kW) Schwesterbaureihe entwickelt.

## Konstruktion
Wie bereits bei der Diesellokomotiven-Familie EMD SD38, EMD SD40 und EMD SD45 sind alle drei Baureihen auf einem identischen Rahmen aufgebaut. Hierdurch waren die drei Baureihen gleich lang. Im Vergleich zu den Vorgängerbaureihen ist der Rahmen jedoch um 0,91 Meter verlängert. Hingegen wuchs der lange Aufbau nur um 0,41 Meter, wodurch sich ein großer Überhang des Lokomotivrahmens ergab. In allen Dash 2-Baureihen wurden neuentwickelte Drehgestelle eingebaut welche, nach Angaben des Herstellers, im Vergleich zu den Vorgängern höhere Zugkraft liefern.
Die SD 38-2 und SD 40-2 benutzen denselben Dieselmotor-Typ EMD 16-645E3. Die Typbezeichnung EMD 645 bedeutet, dass der Motor einen Hubraum pro Zylinder von 645 Kubikzoll hatte. Die Maschinen der Baureihen SD 40-2 und SD38-2 besaßen 16-Zylindermotoren. Der Motor der SD 45 hingegen besitzt 20 Zylinder. Im Gegensatz zur SD 40-2 ist der Motor der SD 38-2 nicht aufgeladen, um eine höhere Leistung zu erzielen.
Augenfälligstes Unterscheidungsmerkmal der SD 38-2 im Vergleich zur SD 40-2 ist die Anzahl der Dachlüfter am Ende des Fahrzeuges. Während die SD38 nur 2 Lüfter benötigt, wurde die SD40 mit drei Lüftern ausgestattet.

## Erstbesteller
Die folgende Liste enthält alle Bahngesellschaften, die SD 38-2 erstmals in Dienst stellten. Durch Unternehmenszusammenschlüsse wechselten teilweise die Besitzer der Maschinen.
| Gesellschaft                           | Anzahl | Nummerierung     | Bemerkungen |
| -------------------------------------- | ------ | ---------------- | --- |
| BC Hydro                               | 3      | 382-384          | jetzt Southern Railway of British Columbia |
| Bessemer and Lake Erie Railroad        | 13     | 870–879, 890–892 | 870, 872, 876, 879 und 890 zur Union Railroad 50–54, später EJ&E 671–675; 873 zur EJ&E 672; 877 zur EJ&E 670; 891 zur EJ&E 669; 892 zur DM&IR 215 |
| Chicago and Illinois Midland Railway   | 6      | 70–75            | Jetzt Union Pacific Railroad Nummer 2800–2805 |
| Chicago and North Western Railway      | 10     | 6650–6659        | Jetzt Union Pacific Nummer 2806–2815 |
| Duluth, Missabe and Iron Range Railway | 5      | 209–213          | |
| Elgin, Joliet and Eastern Railway      | 13     | 656–668          | |
| Jari Railway                           | 2      | 10–11            | Export nach Brasilien |
| Louisville and Nashville Railroad      | 5      | 4500–4504        | später Seaboard System Railroad 4500–4504 jetzt CSX Transportation 2450–2454                                                                      |
| McCloud River Railroad                 | 1      | 39               | jetzt Union Pacific Nummer 2824 |
| Northern Alberta Rail                  | 4      | 401–404          | später Canadian National Railway Nummer 5700–5703, jetzt CNR 1650–1653                                                                            |
| Orinoco Mining                         | 5      | 1028–1032        | Export-Venezuela |
| Reserve Mining                         | 9      | 1237–1245        | jetzt LLPX 2801–2809 (siehe Bild); 2802, 2805, 2807 und 2809 zur Iowa Interstate Railroad                                                         |
| St. Louis – San Francisco Railway      | 4      | 296–299          | später Burlington Northern Railroad 6260–6263 jetzt BNSF Railway                                                                                  |
| Southern Pacific Railroad              | 6      | 2971–2976        | jetzt Union Pacific Nummer 2830–2835 |
| United States Steel                    | 1      | 1                | jetzt Cyprus-Amax |
| Yankeetown Dock                        | 3      | 20–22            | 22 zur Cyprus-Amax |